# Babor Lelefan
Pour les articles homonymes, voir Babor (homonymie).
Babor Lelefan, de son vrai nom Clément Bérut, né le 18 mars 1988 dans le 3e arrondissement de Lyon, est un vidéaste web, humoriste, écrivain et auteur de bande dessinée français.

## Biographie
Clément Bérut grandit à Thônes en Haute-Savoie,. Il rejoint le réseau social Twitter en juillet 2012. Il reste dans un premier temps anonyme et publie sous le pseudonyme « Babor Lelefan », inspiré du personnage pour enfant Babar l'éléphant. Il suit dès ses débuts une ligne éditoriale volontiers vulgaire et absurde. Il réalise notamment plusieurs parodies qui lui apportent une certaine notoriété dans la communauté francophone, certaines étant prises au sérieux et engendrant des articles de vérification des faits,,,,.
Il crée dans la foulée, en 2013, une chaîne YouTube ainsi qu'une page Facebook[réf. souhaitée] et un tumblr. Au sein d'un blog personnel, il commence à collaborer avec certains sites français comme MinuteBuzz et Konbini, pour lesquels il rédige des articles. Il s'associe également au groupe Golden Moustache,.
Il est récompensé en 2013 par un Golden Blog Award dans la catégorie « Culture généraliste » représentée par Melty,.
En 2014, il publie sa première bande dessinée Babor, une compilation illustrée de ses meilleurs tweets, et quitte son travail l'année suivante dans le marketing cinématographique pour se lancer à plein temps à son activité en ligne. Il sort une deuxième BD, Babor à la rescousse des cacaouates, en 2019,.
Il produit et réalise également des films à bas budget, comme Irregardable en 2017 et Impionçable en 2020,. Il y assume encore le second degré et l'absurde de son personnage[réf. souhaitée].
En février 2021, il publie une enquête à propos de l'influenceur David Michigan et de son nombre d'abonnés très important sur le réseau social Instagram. Il en conclut que la très grande majorité de ses abonnés sont en réalité des robots, ce qui entraîne une médiatisation de ce dernier,,.

## Filmographie
Sauf indication contraire, les informations mentionnées dans cette section peuvent être confirmées par la base de données cinématographiques IMDb,  présente dans la section « Liens externes ».
- 2017 : Irregardable
- 2019 : Intrompable (produit par Marc Dorcel)
- 2020 : Impionçable

## Publications
- 2014 : Babor sur papié : Le premié livre en 140 caraktere ! (avec Max Vedel), Villeurbanne, Lapin, 99 p. (ISBN 978-2-918653-28-8).
- 2017 : Embauchez-les tous ! (avec Matthieu Barrère et Marion Ducasse), Paris, Jungle, 96 p. (ISBN 978-2-8222-2032-3).
- 2019 : Babor à la rescousse des cacaouates (ill. Hector de Gevigney), Paris, VRAOUM, coll. « Bête comme chou » (no 8), 78 p. (ISBN 978-2-37668-035-2).
- 2019 : Babor : La légende du cancer du cul (ill. Hector de Gevigney), Paris, VRAOUM, coll. « Bête comme chou » (no 9), 15 p. (ISBN 978-2-37668-045-1).

### Sous le pseudonyme d'Alexandra Chevalier
- 2023 : Tentation au supermarché
  - t. 1 : Aventure, érotisme & grande distribution, 60 p.  (ISBN 979-8396320406).
  - t. 2 : Bain de sang dans le Larzac, 60 p.  (ISBN 979-8857463611).
  - t. 3 : Le grand bal des produits frais, 65 p.  (ISBN 979-8863284576).
  - t. 4 : Lune de miel synthétique, 71 p.  (ISBN 979-8863915395).
  - L'intégrale, 297 p.  (ISBN 979-8867272821).
- 2024 : Tentation au poulailler
  - t. 1 : Les Œufs dans les bleus, 85 p.  (ISBN 979-8333010810).